# Bruce Chapman
Bruce K. Chapman (1940) es el director y fundador del Discovery Institute, un think tank conservador estadounidense, relacionado con la derecha religiosa. Anteriormente se desempeñó como periodista y como político y diplomático del Partido Republicano.

## Biografía
Chapman nació en 1940 en Evanston, Illinois. Después de graduarse de la Universidad de Harvard en 1962, sirvió en las Reservas de las Fuerzas Aéreas de EE. UU. y trabajó como escritor editorial del New York Herald Tribune. En 1966 Chapman se trasladó a Seattle y escribió un libro titulado The Wrong Man in Uniform (El hombre equivocado en uniforme), donde argumentaba en contra del registro militar obligatorio.